# 祁阳北站
祁阳北站原称祁阳站是位于湖南省祁阳县黎家坪镇的一个铁路车站，邮政编码421781。车站建于1938年，有湘桂铁路经过该站，现办理客货运业务，车站及其上下行区间均未电气化。车站距离衡阳站98公里，隶属广铁集团，是三等站。
原称祁阳站，2013年1月8日因湘桂铁路扩能改造工程的祁阳南站改称祁阳站，原祁阳站改称祁阳北站。